# كايل بيلي (كرة سلة)
كايل بيلي (بالإنجليزية: Kyle Bailey)‏ مواليد 10 مارس 1982 في فيربانكس، هو لاعب كرة سلة أمريكي سابق. بدأ مسيرته الاحترافية في سنة 2005. يبلغ طوله 6 قدم 2 بوصة (1.9 م). اعتزل اللعب في 2012.

## المسيرة الاحترافية
لعب مع إيه إس كي ريغا في موسم 2005–2006، ثم لعب مع بي جي غوتنغن في الدوري الألماني في موسم 2006–2007، ثم لعب مع راتيوفارم أولم في موسم 2007–2008، ثم لعب مع بي جي غوتنغن في الدوري الألماني في موسم 2008–2009، ثم لعب مع نيكار ريزن لودفيغسبورغ في موسم 2009–2010.

## روابط خارجية
- كايل بيلي على موقع الدوري الأوروبي لكرة السلة (الإنجليزية)
- كايل بيلي على موقع كرة السلة الأوروبية.كوم (الإنجليزية)
- كايل بيلي على موقع كلية كرة السلة في سبورتس رفرنس.كوم (الإنجليزية)
- كايل بيلي على موقع ريلجم (الإنجليزية)
- كايل بيلي على موقع بروبوليرز (الإنجليزية)
- كايل بيلي على موقع سبورتس رفرنس (الإنجليزية)